# Roller

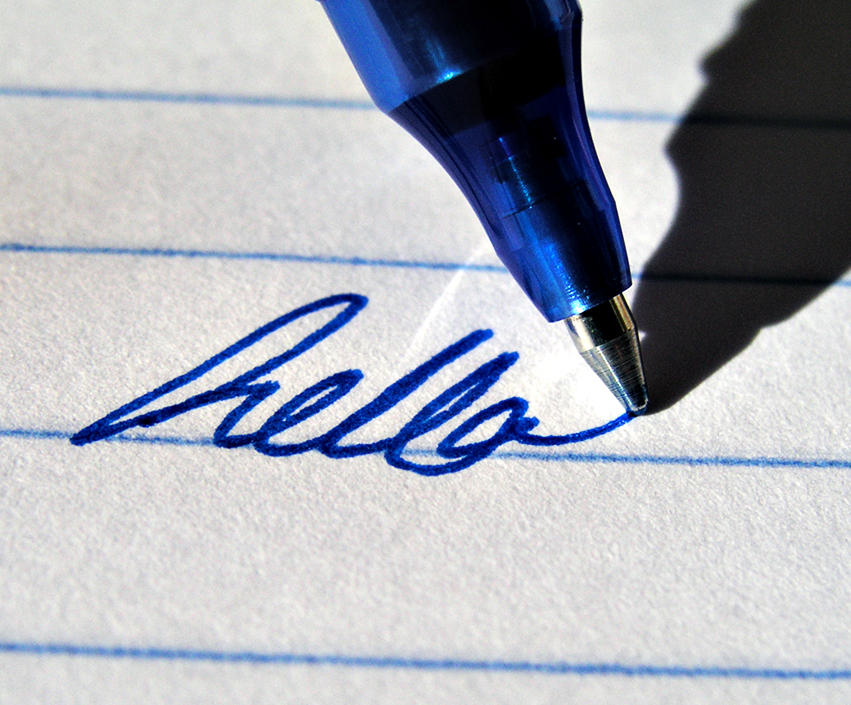
Roller s gelovou náplní vytváří písmo podobné plnicím perům

Roller (z angl. to roll) je psací náčiní, fungující na principu kapalného, vysoce viskózního inkoustu a kuličky. Na rozdíl od propisky, jejíž inkoust je založen na bázi olejového roztoku, je ale inkoust rolleru ředěn vodou a má tudíž nižší hustotu. Proto se s ním také píše lehčeji a vytváří ostřejší a hladší linky, v čemž se blíží klasickému plnicímu peru. A protože kulička, kterou používá, je (na rozdíl od kovových kuliček propisek) keramická, říká se mu také keramické pero.
Keramické pero patří mezi pera mechanická. Místo grafitové, barevné pastelové nebo snímací tuhy se zde používá zvláštní psací vložka, která obsahuje inkoust. Ten se kapilární trubičkou a drážkami dostává až na kuličku upevněnou v lůžku špičky psací vložky (náplně) a při její rotaci se stejně jako u kuličkových per tlakem přenáší na papír. 
Rollery se používají na běžné psaní, na přepisování a při používání dokumentního inkoustu i na psaní různých trvalých záznamů. Používají se všude tam, kde se používaly snímací tužky barevné i nebarevné. Kuličkové náplně jsou velmi kvalitní a vyrábějí se v nejrůznějších barvách (modrá, červená, zelená, černá atd.).

## Dělení
Podle vyhotovení a použitého mechanismu:[zdroj?]
- Jednodušší – jsou celostříkaná z plastoměrů (většinou z polystyrénu) a s ozdobnými kovovými doplňky (ozdobné kroužky, klipsy) nebo bez nich. Vyrábějí se též z eloxovaného hliníku, některé typy těchto per jsou celokovové a bývají pochromované.
- Složitější – jsou z plastometrů, vrchní díl je mosazný, poniklovaný nebo pochromovaný.

Podle uložení náplně (psací vložky) v plášti:[zdroj?]
- Pevná – bez mechanizmu, v dřevěném či plastovém plášti.
- Posuvná – s mechanizmem, který zabezpečuje vysouvání a zasouvání náplně stisknutím tlačítka nebo jednoduchým šroubováním.